# Nati nel 1656
| Questa pagina contiene informazioni ricavate automaticamente dalle voci biografiche con l'ausilio del template Bio e di un bot. L'aggiornamento è periodico e automatico e ricostruisce completamente la pagina. Se manca una persona in questa lista, sei pregato di non aggiungerla, ma accertati piuttosto che la sua voce biografica contenga il template Bio e che i dati anagrafici siano correttamente compilati. Se il template Bio manca, inseriscilo tu stesso o, in alternativa, metti l'avviso {{tmp\|Bio}} che ne segnala la mancanza. Se i dati riportati sono sbagliati, correggi direttamente la voce biografica; le modifiche saranno visibili in questa lista entro pochi giorni. Per chiarimenti vedi il progetto biografie. La lista contiene solo le 92 persone che sono citate nell'enciclopedia e per le quali è stato implementato correttamente il template Bio. Pagina aggiornata al 2 giu 2025. |

## Gennaio(2)
- 14 gennaio - Giovanna Maddalena di Sassonia-Altenburg, duchessa tedesca († 1686)
- 20 gennaio - Simone Brentana, pittore italiano († 1742)

## Febbraio(6)
- 2 febbraio - Charles Churchill, nobile, politico e generale britannico († 1714)
- 7 febbraio - Maria Selvaggia Borghini, poetessa italiana († 1731)
- 9 febbraio - Rosa Venerini, religiosa e educatrice italiana († 1728)
- 10 febbraio - Ferdinand de Marsin, generale e diplomatico francese († 1706)
- 16 febbraio - Anthony Cary, nobile e politico scozzese († 1694)
- 26 febbraio - Abraham van der Wenne, incisore olandese († 1694)

## Marzo(8)
- 1º marzo - Angela Maria Caterina d'Este, principessa italiana († 1722)
- 2 marzo - Jan Frans van Douven, pittore olandese († 1727)
- 6 marzo - Gaetano Francesco Caetani, IX duca di Sermoneta, nobile italiano († 1716)
- 10 marzo - Giacomo Serpotta, scultore e stuccatore italiano († 1732)
- 11 marzo - Maria Elisabetta d'Assia-Darmstadt, nobile († 1715)
- 23 marzo - Marco Ottoboni, I duca di Fiano, nobile e militare italiano († 1725)
- 26 marzo - Nicolaas Hartsoeker, matematico e fisico olandese († 1725)
- 31 marzo - Giovanni Battista Bussi, cardinale e arcivescovo cattolico italiano († 1726)

## Aprile(5)
- 5 aprile - Nikita Demidov, imprenditore russo († 1725)
- 9 aprile - Francesco Trevisani, pittore italiano († 1746)
- 10 aprile - Antonio Gaspari, architetto italiano († 1723)
- 17 aprile - William Molyneux, scienziato e scrittore irlandese († 1698)
- 25 aprile - Giovanni Antonio Burrini, pittore italiano († 1727)

## Maggio(4)
- 4 maggio - Giovanni Luigi I di Anhalt-Zerbst, principe († 1704)
- 8 maggio - Giovan Battista Trionfetti, naturalista italiano († 1708)
- 10 maggio - Gerolamo Francesco Malpasciuto, vescovo cattolico italiano († 1728)
- 31 maggio - Marin Marais, gambista e compositore francese († 1728)

## Giugno(4)
- 5 giugno - Joseph Pitton de Tournefort, botanico francese († 1708)
- 11 giugno - Giovanni Battista Braschi, arcivescovo e storico italiano († 1736)
- 11 giugno - Antonio Cifrondi, pittore italiano († 1730)
- 21 giugno - Giacomo Falconetti, vescovo cattolico italiano († 1710)

## Luglio(2)
- 14 luglio - Massimiliano Carlo di Löwenstein-Wertheim-Rochefort, militare austriaco († 1718)
- 20 luglio - Johann Bernhard Fischer von Erlach, architetto austriaco († 1723)

## Agosto(3)
- 3 agosto - Jean Galbert de Campistron, drammaturgo francese († 1723)
- 16 agosto - Christian Knaut, botanico e bibliotecario tedesco († 1716)
- 16 agosto - Léon Potier de Gesvres, cardinale e arcivescovo cattolico francese († 1744)

## Settembre(5)
- 2 settembre - Girolamo Bonoli, religioso, storico e scrittore italiano († 1741)
- 6 settembre - Guillaume Dubois, cardinale e arcivescovo cattolico francese († 1723)
- 6 settembre - Johann Caspar Ferdinand Fischer, compositore, clavicembalista e organista tedesco († 1746)
- 11 settembre - Ulrica Eleonora di Danimarca, regina († 1693)
- 26 settembre - Thomas Bruce, III conte di Elgin, nobile e politico scozzese († 1741)

## Ottobre(2)
- 6 ottobre - Bernardino Scotti, cardinale italiano († 1726)
- 10 ottobre - Nicolas de Largillière, pittore francese († 1746)

## Novembre(4)
- 3 novembre - Georg von Reutter, organista e compositore austriaco († 1738)
- 5 novembre - Giovanni Vincenzo de Filippi, vescovo cattolico italiano († 1738)
- 8 novembre - Edmond Halley, astronomo, matematico e fisico inglese († 1742)
- 27 novembre - Bruno Tozzi, religioso, botanico e micologo italiano († 1743)

## Dicembre(3)
- 10 dicembre - Charles-Albert II Le Moyne de Longueil, militare e politico francese († 1729)
- 11 dicembre - Johann Michael Rottmayr, pittore austriaco († 1730)
- 27 dicembre - Tarquinio Grassi, pittore italiano († 1733)

## Senza giorno specificato(44)
- Pietro Antonio Avanzini, pittore italiano († 1733)
- Martino Bitti, compositore e violinista italiano († 1743)
- Carlo Francesco Bizzaccheri, architetto italiano († 1721)
- Hans Caspar von Bothmer, diplomatico e politico tedesco († 1732)
- André Bouys, pittore e incisore francese († 1740)
- Felice Cappelletti, pittore italiano († 1738)
- John Closterman, pittore tedesco († 1713)
- David Colyear, I conte di Portmore, nobile e generale scozzese († 1730)
- Domenico Corbarelli, scultore italiano († 1732)
- Robert de Cotte, architetto francese († 1735)
- Charles Davenant, scrittore inglese († 1714)
- Daniele Girolamo Dolfin, politico e militare italiano († 1729)
- Giuseppe Felice, pittore italiano († 1734)
- Maria Oriana Galli da Bibbiena, pittrice italiana († 1749)
- Jan Gottlieb Glauber, pittore e incisore olandese († 1703)
- Guru Har Krishan, mistico indiano († 1664)
- Nikolaes Heinsius il Giovane, medico e scrittore olandese († 1718)
- Thomas Herbert, VIII conte di Pembroke, politico e ammiraglio inglese († 1733)
- Joseph Jenckes, politico statunitense († 1740)
- Gomidas Keumurdjian, presbitero armeno († 1707)
- Hermann Korb, architetto tedesco († 1735)
- François Lefort, militare svizzero († 1699)
- Antonio Floriano del Liechtenstein, principe austriaco († 1721)
- Olimpia Ludovisi, nobildonna italiana († 1700)
- Benoît de Maillet, diplomatico francese († 1738)
- Charles Montagu, I duca di Manchester, politico inglese († 1722)
- Jean-Baptiste Moreau, compositore francese († 1733)
- Constantine Phipps, giudice irlandese († 1723)
- Andrea Porta, pittore italiano († 1723)
- Sante Prunati, pittore italiano († 1728)
- Jean Quinault, attore teatrale francese († 1728)
- Charles-René Reynaud, matematico francese († 1728)
- Martin Schurig, medico tedesco († 1733)
- Massimiliano Soldani Benzi, pittore, scultore e medaglista italiano († 1740)
- Grigorij Dmitrievič Stroganov, politico russo († 1715)
- Kateri Tekakwitha, religiosa nativa americana († 1680)
- Matthew Tindal, filosofo inglese († 1733)
- Gaetano Veneziano, compositore italiano († 1716)
- Edward Villiers, I conte di Jersey, nobile e politico inglese († 1711)
- Johann Paul von Westhoff, compositore e violinista tedesco († 1705)
- Francis Wheler, ammiraglio inglese († 1694)
- Willem Wissing, pittore olandese († 1687)
- Gaetano Zumbo, abate e scultore italiano († 1701)
- Giovanni Battista de Miro, religioso e grecista italiano († 1731)